# Equilíbrio de Bowen
O equilíbrio de Bowen é um conceito da economia do setor público que representa o ponto de provisão eficiente de um bem público em uma comunidade, considerando as preferências agregadas dos indivíduos e o custo marginal de produção. O conceito é representado graficamente no diagrama de Bowen, utilizado para determinar a quantidade ótima de um bem público, como educação, segurança ou saneamento. Esse equilíbrio é alcançado quando a soma vertical das curvas de demanda marginal dos indivíduos por um bem público se iguala ao custo marginal de fornecimento desse bem. 

## Contexto teórico
O modelo de Bowen foi desenvolvido com base nos trabalhos de Paul Samuelson, que formulou as condições de ótimo para bens públicos, e posteriormente formalizado por Howard Bowen. Diferente da provisão de bens privados, cuja demanda é somada horizontalmente, os bens públicos exigem a soma vertical das curvas de utilidade marginal individual, pois são consumidos simultaneamente por todos. Esse modelo se insere dentro da teoria da eficiência de Pareto e busca representar, graficamente, o ponto de alocação ótima de recursos em uma sociedade.

## O diagrama de Bowen
O diagrama de Bowen ilustra graficamente a determinação do nível eficiente de provisão de um bem público. Nele, a quantidade do bem é representada no eixo horizontal, enquanto a disposição marginal a pagar (ou utilidade marginal) é representada no eixo vertical.As curvas de demanda individual de dois cidadãos (A e B) são somadas verticalmente para compor a curva de demanda social. O ponto em que essa curva intercepta a curva de custo marginal do bem público determina o nível de equilíbrio de Bowen.

## Aplicações
O equilíbrio de Bowen é amplamente utilizado para:
- Analisar a provisão de bens públicos locais, como escolas, iluminação pública ou policiamento;
- Avaliar políticas públicas baseadas em preferências reveladas pela população;
- Estimar o impacto de mudanças no custo marginal de provisão de serviços públicos.

Em estudos empíricos, o modelo é usado para verificar a proximidade entre o gasto público real e o valor preferido pelo eleitor mediano, como demonstrado em análises do modelo do teorema do eleitor mediano.